# Borsum (Harsum)
Borsum ist eine Ortschaft der Gemeinde Harsum im niedersächsischen Landkreis Hildesheim. Innerhalb der 1974 gebildeten Großgemeinde ist es der zweitgrößte Ort und der Hauptort des historischen Kirchspiels Borsumer Kaspel.

## Geografie
Der Ort liegt etwa 10 km nördlich der Mittelgebirgsschwelle in der Hildesheimer Börde, die sich durch ihre Schwarzerdeböden auszeichnet. Südwestlich vom Ort liegt der Borsumer Wald.

## Geschichte
Die älteste urkundliche Erwähnung Borsums ist aus dem Jahr 799 erhalten. Durch seine ununterbrochene politische Zugehörigkeit zum Hochstift Hildesheim blieb Borsum von der Reformation unberührt und hat bis heute eine katholische Bevölkerungsmehrheit und entsprechendes Brauchtum.

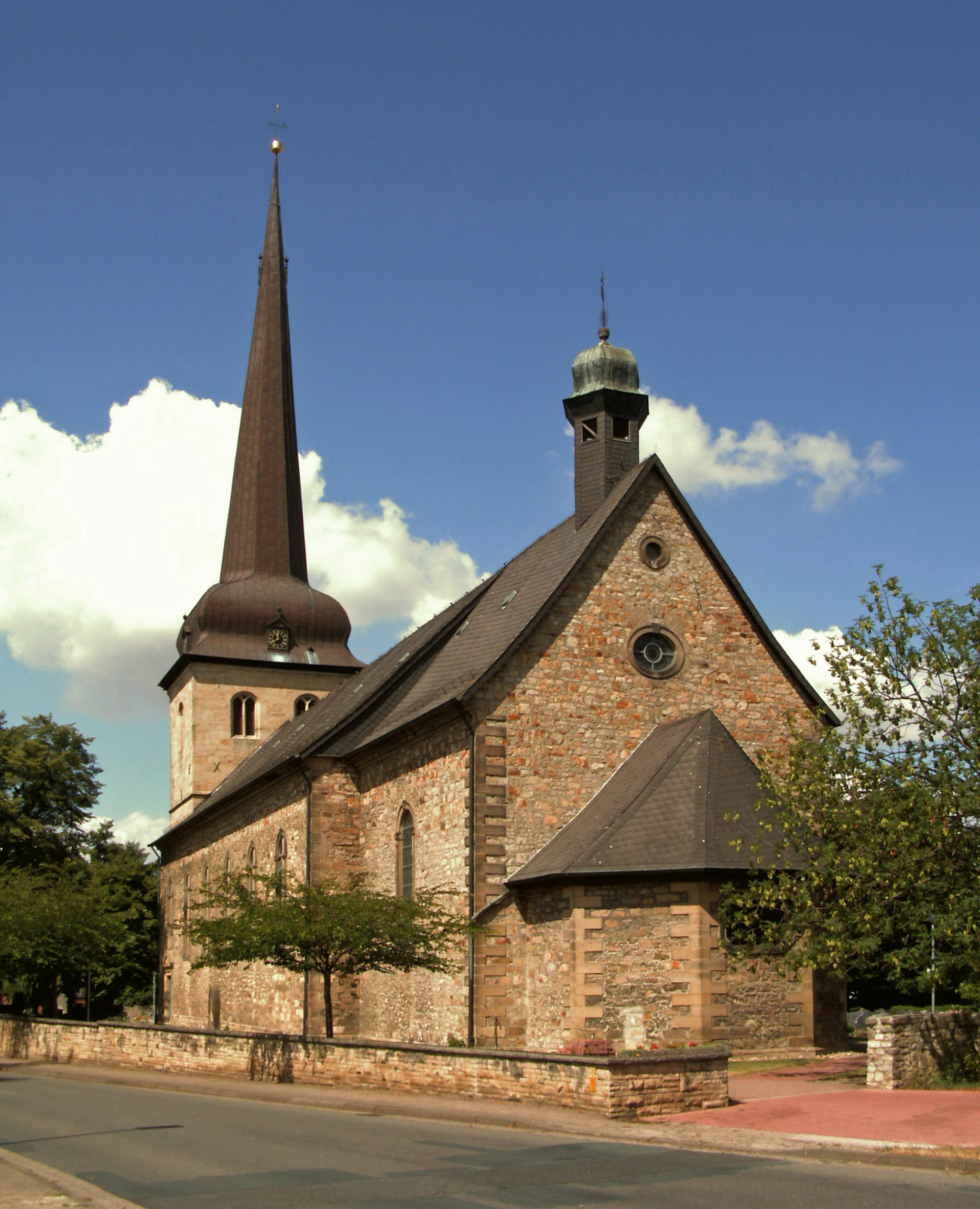
St.-Martinus-Kirche

Die katholische Pfarrkirche St. Martinus stammt aus dem 18. Jahrhundert. Die Mauern des Kirchturms sind jedoch wesentlich älter. Er stammt aus dem 15. Jahrhundert und wurde einst auch als Wehrturm benutzt.
1718 wurde in Borsum der Jesuitenpater Heinrich Ruhen geboren, der 1751 bei einem Indianerüberfall auf die Missionsstation Sonoita ums Leben kam. Heute ist der größte Platz nach ihm benannt (Pater-Heinrich-Ruhen-Platz). Ein Denkmal von ihm steht an diesem Platz, und eine Tafel erinnert an ihn in der Borsumer Kirche. Aus diesem Grund hat Borsum seit einigen Jahren eine Patenschaft mit der Stadt Sonoita in Mexiko. Ein Platz in Borsum heißt deshalb auch Sonoita-Platz.
Wirtschaftlich ist Borsum von der Landwirtschaft, vor allem vom Zuckerrübenanbau geprägt. Dagegen ist die Viehzucht zurückgegangen, und die einst zahlreichen Bauernhöfe werden entweder im Nebenerwerb betrieben oder sind funktional umgebaut und dienen heute als Wohn- oder Gewerberaum.

### Eingemeindungen
Zur Gebietsreform in Niedersachsen wurde Borsum am 1. März 1974 in die Gemeinde Harsum eingegliedert.

### Einwohnerentwicklung
| Jahr | Einwohner | Quelle |
| ---- | --------- | ------ |
| 1885 | 0930      | [ 5 ]  |
| 1910 | 1259      | [ 6 ]  |
| 1925 | 1360      | [ 5 ]  |
| 1933 | 1331      | [ 5 ]  |
| 1939 | 1366      | [ 5 ]  |
| 1950 | 2488      | [ 7 ]  |
| 1956 | 2120      | [ 7 ]  |

| Jahr | Einwohner | Quelle |
| ---- | --------- | ------ |
| 1973 | 2107      | [ 1 ]  |
| 1980 | 2254      | [ 2 ]  |
| 1990 | 2205      | [ 2 ]  |
| 2000 | 2547      | [ 2 ]  |
| 2010 | 2531      | [ 2 ]  |
| 2015 | 2440      | [ 2 ]  |
| 2019 | 2428      | [ 2 ]  |

|  |

## Politik

### Ortsrat
Der Ortsrat, der den Ortsteil Borsum vertritt, setzt sich aus neun Mitgliedern zusammen. Die Ratsmitglieder werden durch eine Kommunalwahl für jeweils fünf Jahre gewählt.
Bei der Kommunalwahl 2021 ergab sich folgende Sitzverteilung:
- WG "Bündnis für Borsum!": 7 Sitze
- WG "Gemeinsam für Borsum": 2 Sitze

### Ortsbürgermeister
Der Ortsbürgermeister ist Josef Stuke (Bündnis für Borsum!). Seine Stellvertreterin ist Elisabeth König (Bündnis für Borsum!).

## Sport
Der TTS Borsum 1951 – ein 1951 gegründeter Tischtennisverein – spielte mit seiner Herrenmannschaft von 1981 bis 1995 in der 2. Bundesliga. Dem Abstieg folgte 1999 der Wiederaufstieg. In den 2000er-Jahren etablierte sich der Verein in der viertklassigen Regionalliga Nord. Nachdem die Mannschaft in den 2010er-Jahren mehrfach die Meisterschaft in der Regionalliga sichern konnte, wurde aus organisatorischen Gründen zunächst auf einen Aufstieg verzichtet. In der Saison 2017/18 wurde nach der erneuten Regionalliga Nord-Meisterschaft der Schritt in die dritte Liga Nord gewagt. Diesem Intermezzo folgte der direkte Wiederabstieg in die Regionalliga Nord, wo die Mannschaft in der Saison 2019/20 antritt.
Der 2009 gegründete Jugendfußballclub JFC Kaspel setzt sich auch bei internationalen Turnieren durch. Der Club hat 10 Jugendteams und zahlreiche Anhänger.
Im Herrenbereich ist der ortsansässige Fußballverein der VfL Borsum.

## Wirtschaft und Infrastruktur

### Bildung, öffentliche Einrichtungen
Die Gemeinde Harsum unterhält in Borsum die Grundschule „Borsumer Kaspel“. Es gibt eine katholische Kindertagesstätte.

### Verkehr
ÖPNV
Borsum ist durch eine Buslinie (Hildesheim-Adlum) des Regionalverkehr Hildesheim angebunden.

## Persönlichkeiten

### Ehrenbürger
- Albrecht Classen (* 1956), Mediävist, Germanist und Kulturhistoriker, 2007 wurde er Ehrenbürger von Borsum

### Söhne und Töchter der Gemeinde
- Heinrich Ruhen (1718–1751), Jesuitenpater, er starb in Sonoita
- Karl Heine-Borsum (1894–1981), Lehrer, Lyriker, Erzähler und Dramatiker
- Bernhard Hollemann (1935–2020), österreichischer Maler und Zeichner
- Heinrich Dormeier (* 1947), Historiker
- Tessa Blumenberg (* 2005), Fußballspielerin

### Personen, die mit der Gemeinde in Verbindung stehen
- Johann Conrad Müller (1704–1798), Orgelbauer des 18. Jahrhunderts, der im Umkreis von Hildesheim wirkte, er baute 1767 die Orgel der örtlichen St.-Martinus-Kirche
- Valentin Volk (1846 o. 1849 o. 1850–1909), Kunst- und Kirchenmaler aus Mainz, der im neoromanischen Stil malte, die Ausmalung der Wände und des Gewölbes der örtlichen St.-Martinus-Kirche wurde 1898/99 von ihm ausgeführt
- Werner Schubert-Deister (1921–1991), Maler und Bildhauer, starb in Borsum
- Hermann Schnipkoweit (1928–2018), Politiker (CDU), er war Mitglied des Landtages von Niedersachsen und von 1976 bis 1990 niedersächsischer Sozialminister, lebte und starb in Borsum
- Ursula Ernst (* 1944), Kommunalpolitikerin (CDU), bis zu ihrer Wahl in den Landtag war sie als Lehrerin an der Grundschule Borsum tätig
- Rosalia Stähr (* 1990), Tischtennis-Nationalspielerin, begann ihre Karriere beim TTS Borsum
- Alexander Kurzbach (1991–2014), Volleyballspieler, starb bei einem Verkehrsunfall bei Borsum